# Малі Шихірдани
Малі Шихірда́ни (рос. Малые Шихирданы, чув. Кĕçĕн Шăнкăртам) — присілок у складі Батиревського району Чувашії, Росія. Входить до складу Тойсинського сільського поселення.
Населення — 89 осіб (2010; 116 у 2002).
Національний склад:
- татари — 100 %